# Mamquam (rivière)
Pour les articles homonymes, voir Mamquam.
La Mamquam (en anglais : Mamquam River) est un affluent du fleuve Squamish.

## Parcours
La Mamquam prend sa source à Mamquam Pass et commence par couler vers le nord-ouest pendant 7,5 km. Peu après sa source, elle récupère les eaux du lac November. Elle tourne ensuite vers le nord pendant 7 km jusqu'à son confluence avec son deuxième affluent, le Martin Creek.
Elle tourne ensuite vers le sud-ouest pendant 5,4 km pour rejoindre le Skookum Creek, puis tourne vers l'est et coule ainsi pendant une douzaine de km jusqu'à sa confluence dans le fleuve Squamish. Ses autres affluents, le ring Creek et le Mashiter Creek la rejoignent près de sa confluence.

## Source
- (en) Cet article est partiellement ou en totalité issu de l’article de Wikipédia en anglais intitulé « Mamquam River » (voir la liste des auteurs).